# Béla Tardos
Béla Tardos (født 21. juni 1910 i Budapest, Ungarn, død 18. november 1966) var en ungarsk komponist, pianist og dirigent.
Tardos studerede klaver på Musikkonservatoriet i Budapest og komposition på Liszt Musikakademiet (1932-37) hos Zoltán Kodály.
Tardos har skrevet en symfoni, korværker, koncertmusik, operaer, orkesterværker, kammermusik, instrumentalværker etc. 
Tardos specialiserede sig mest i kompositioner af korværker og vokalmusik. Han var også leder af Det Nationale Filharmoniske Koncertbureau og dirigerede flere symfoniorkestre i Budapest. 

## Udvalgte værker
- Symfoni "Til Minde om Martyrerne" (1960) - for orkester
- Klaverkoncert (1954) - for klaver og orkester
- Violinkoncert (1962) - for violin og orkester
- "Maj" (kantate) (1950) - for kor
- "Under Solens Fred" (kantate) - (1953) - for kor
- "Fantasi" - (1961) - for klaver og orkester